# Papowo Toruńskie
Papowo Toruńskie est un village polonais situé en Couïavie-Poméranie, dans le gmina (commune) de Łysomice.
Plaque d'immatriculation: CTR.